# Perfect Future
『Perfect Future』（パーフェクト・フューチャー）は2008年3月26日にcutting edgeより発売された東京スカパラダイスオーケストラ13作目のオリジナル・アルバム。

## 解説
- 2007年夏のヨーロッパツアーで出演した「モントルー・ジャズ・フェスティバル」のライブ音源を収録したボーナスCD付2枚組初回限定盤[1][2][3]と通常盤[4][5][6]の2形態で発売。
- 結成初期から在籍した冷牟田竜之は本作リリースツアー後に脱退した。
- 8作目のアルバム『FULL-TENSION BEATERS』以降一発録りでのレコーディング楽曲が主流だったが、本作では楽曲の解体・再構築やSEなど編集が多く施されている。[7]

## 収録曲

### Disc.1
1. Perfect Future
  - 作曲：北原雅彦
  - ベスト・アルバム『The Last』『TOKYO SKA TREASURES 〜ベスト・オブ・東京スカパラダイスオーケストラ〜』にも収録された。
2. 女神の願い
  - 作詞：谷中敦　作曲：沖祐市
  - Vocal：茂木欣一
  - Chorus：安藤裕子
3. Punch'n' Sway
  - 作曲：加藤隆志・北原雅彦
4. Me & My Skyline
  - 作曲：NARGO
5. 964スピードスター
  - 作曲：冷牟田竜之
6. Warrior Chant
  - 作曲：川上つよし
7. Last Temptation
  - 作曲：GAMO
8. Latin Scorcher
  - 作曲：川上つよし
9. A Song for Athletes
  - 作詞：谷中敦　作曲：NARGO
10. All About My Monster
  - 作曲：茂木欣一
11. Pride of Lions
  - 作詞：谷中敦　作曲：沖祐市
  - Guest Vocal：伊藤ふみお
  - ベスト・アルバム『The Last』『TOKYO SKA TREASURES 〜ベスト・オブ・東京スカパラダイスオーケストラ〜』『NO BORDER HITS 2025→2001 〜ベスト・オブ・東京スカパラダイスオーケストラ〜』にも収録された。
12. Transit Passenger
  - 作曲：NARGO
13. Walking Angel
  - 作曲：北原雅彦

### Disc.2　初回限定盤ボーナスCD
LIVE at Montreux-Montreux Jazz Festival 07-
1. 太陽にお願い
2. Call From Rio
3. Walk Between Raindrops
4. Natty Parade
5. SKA ME CRAZY
6. 追憶のライラック-trumpet dub-
7. White Light
8. Tongues of Fire